# PzB M.SS.41
PzB M.SS.41（ドイツ語: Panzerbüchse Modell.SchutzStaffel.41
）：「対戦車銃41型,親衛隊向け」の意）は、ナチス・ドイツの武装親衛隊が第二次世界大戦で使用した対戦車ライフルである。
PzB 41 (t)(Panzerbüchse 41(tschechoslowakei)：対戦車銃41型(チェコスロバキア製)の意）とも呼ばれる。開発元のブルーノ造兵廠(Zbrojovka Brno(チェコ・スロバキア語版)による名称は、ZB Vz.41（チェコ語: Protitanková puška Zbrojovka Brno Vzor.41：ブルーノ造兵廠製 41年式対戦車銃）である。

## 概要
チェコスロバキアのブルーノ造兵廠が、ナチス・ドイツによる併合以前より開発を進め、1938年には試作品が完成していた対戦車ライフルを、武装親衛隊兵器局の要求に応じてドイツの7.92x94 Patr.318弾を使用するものとして改めて設計し直したもので、装弾部と弾倉が引き金より後方に位置する、いわゆる“ブルパップ方式”のボルトアクションライフルである。
銃把と引金の後方に弾倉と作動機構を配置することにより、ドイツ国防軍が開発した他の7.92x94 Patr.318弾を使用する対戦車銃、PzB38（全長1,651mm）及びPzB39（全長1,620mm）に比べ、銃身長がほぼ同じであるにもかかわらず、全長を約30cm短縮することに成功している。
ボルトアクション機構を持つライフルでは、通常は銃身は固定されており、槓桿を操作して遊底を後方に引くことによって薬室の開放を行い、再び遊底を前進させて薬室への装弾と閉鎖を行うが、PzB M.SS.41は銃把を槓桿として用い、薬室を含む銃身部全体を前方に押し出すことによって薬室を開放し、再び後方に引く事によって装弾と閉鎖を行う。この機構により、本銃は手動連発式ながら銃を構えて照準器を覗いたまま装填・排莢が可能な速射性の高い構造となっており、試験時には20発／分という高い発射速度を示した。
発射される7.92x94mm弾は、100mの距離で90度垂直に立てられた装甲鋼板30mmを貫通することが可能で、300メートルの距離では同条件で20mmの貫通力を示した。
PzB M.SS.41は少数が部隊配備されたものの、第二次世界大戦開戦後の戦車の急速な重装甲化の前には威力不足であり、高品質な鋼材を使用して製造に削り出し加工を多用したために製造コストが高く、配備が進まない上に、部品の精度が高く繊細な構造から泥や砂埃に弱いため、野戦で使用するには問題が多かった。1941年から1942年にかけ、本銃の設計を元に口径を15mmに拡大し、15x104mm弾仕様とした“15mm PzB42(Br)”も開発されたが、威力不足と判断されて試作のみに終わっている。
なお、本銃は軍隊に実際に制式採用されたものとしては、世界最初の“ブルパップ”方式の小火器である。

## 開発・配備
PzB M.SS.41は、ドイツ軍制式とされたPzB 38対戦車ライフルが複雑な構造故に生産がはかどらず、また軍需生産を巡るドイツ国防軍と武装親衛隊の対立により親衛隊向けへの配備が滞ったことから、親衛隊作戦本部により、ドイツの併合下にあり、高い銃器開発技術を持ち、生産力に余裕のあるブルーノ造兵廠に対し、1939年12月16日付で親衛隊兵器局（Waffenamt）と共同しての開発を命じたものである。
この命令に対し、ブルーノ造兵廠ではW / 7.92の計画名で対処に当たり、チェコスロバキアがドイツに併合される以前、1937年より開発を進め、1939年の時点で試作品が完成している一連の対戦車ライフルの中から、7.92x145mm弾を使用するZK382を親衛隊兵器局に提示した。ZK382は銃床部に弾倉があり、その前方に槓桿と引金がある、という構成になっており、弾倉が引き金より後方に位置する、いわゆる“ブルパップ方式”のボルトアクションライフルであった。この提示に対し、親衛隊兵器局からは、ZK382の使用弾薬を7.92x94 Patr.318弾に変更したものを製作して提出することが命じられた。
1940年1月23日には、ブルーノ造兵廠より、ZK382の使用弾薬を変更したものを基に、W / 7.92計画下での試作品の一つであるZK404の特徴を採り入れて装弾方式等を修正し、改めて設計し直した新型対戦車銃の詳細な仕様書が提出された。親衛隊兵器局からは同年2月24日にこの仕様書を承認する旨が通達され、試作銃の製作が命じられた。1941年1月18日には1001の製造番号を持つ試作品、「Vz.41」が完成して実射試験が行われ、1941年1月付で「PzB M.SS.41」の名称で制式採用された。
ブルーノ造兵廠に対しては直ちに生産に取り掛かることが命じられ、若干の仕様変更が行われて生産が開始されたが、試作品の実射試験を継続した結果、銃身に問題があり、累計発射数が600発を超えると途端に発射される弾丸の弾道が不安定になり、命中しても弾丸の旋転が発生して標的を貫通できなくなり、更に、銃身が破損する事例が発生した。
これに対処するには、銃身に用いる金属に試作品よりも高価、かつ加工が困難な素材が必要であり、現行の予算規模と予定された期間では当初の発注数を調達できないことが判明した。1941年6月25日から1942年9月14日にかけて、最初の製造分である150丁が銃本体と付属品を合わせてオラニエンブルクの武装親衛隊本部に納入されたが、この時点で既に当初の調達予定期間を大幅に超過していた。
武装親衛隊ではチェコスロバキアより対戦車銃6,000丁の調達を予定しており、第1次調達分として対戦車銃2,000丁の生産と弾薬200,000発の調達を予定していたが、1941年6月には国防軍は親衛隊兵器局が独自に対戦車銃とその弾薬を発注したことに不快感を示し、計画の中止を求めないまでも、今後の対戦車銃用弾薬の融通については消極的な意思を示した。1942年に入ると、戦車の重装甲化に伴って「対戦車ライフル」という兵器が急速に有効性を失っていることが認識されたため、同種の兵器に対するドイツ軍の方針は転換されることになり、同年8月には7.92x94 Patr.318弾の生産が打ち切られた。1943年2月17日には、PzB M.SS.41について、当初の予定より大幅に遅れている生産／配備計画を見直し、同月の時点で製造が完了しているのものを最後に第1次発注分をもって生産を中止し、この最終生産分58丁を同年3月15日付で実戦部隊に配備することをもって生産と配備を中止することが決定され、PzB M.SS.41は少数の生産と配備に終わった。

## 備考
PzB M.SS.41は上述のようにチェコスロバキア製であるが、書籍等によっては「スイス製の対戦車銃」として記述されていることがあり、製造会社もスイスのSolothurn社とされていることがある。
これは、本銃がSolothurn社が開発しドイツ軍が使用したS-18対戦車ライフルに形状が近似していることと、「ドイツ以外の国で開発・製造されドイツ軍が導入した」という同様の経緯を辿っていることからの混同と推測される。
また、作動形式についても「半自動方式」と記述されていることがあるが、この点についてもS-18対戦車ライフルとの混同が見られる。本銃はS-18同様に5発もしくは10発装填の弾倉を使用するが、前述のように変則的ではあるがボルトアクション方式の手動連発式で、半自動発射機構はない。

## 登場作品
『ÜberSoldier』(英語版)
“B-41”の名称で登場。装弾数は4発に設定されている。